# 5108 Lübeck
(5108) Lübeck, denumire internațională (5108) Lubeck, este un asteroid din centura principală de asteroizi.

## Descriere
5108 Lübeck este un asteroid din centura principală de asteroizi. A fost descoperit pe 21 august 1987 la Observatorul La Silla de Eric Walter Elst. Asteroidul prezintă o orbită caracterizată de o semiaxă mare de 2,31 ua, o excentricitate de 0,11 și o înclinație de 6,4° în raport cu ecliptica.